# Corethrodendron scoparium
Corethrodendron scoparium là một loài thực vật có hoa trong họ Đậu. Loài này được (Fisch. & C.A. Mey.) Fisch. & Basiner mô tả khoa học đầu tiên năm 1845.